# ロナルド・ノーリッシュ
ロナルド・ノーリッシュ（ロナルド・ノリッシュ、Ronald George Wreyford Norrish、1897年11月9日 - 1978年6月7日）はイギリスの化学者。1967年、化学反応に関する研究が評価されマンフレート・アイゲン、ジョージ・ポーターと共にノーベル化学賞を授与された。また、彼の成した代表的な成果には光反応の一種であるノリッシュ反応がある。

## 来歴
ケンブリッジで生まれ、同地のパース・スクールで学んだ。ケンブリッジ大学に進学したが、在学中に第一次世界大戦に動員され、復員後の1925年に化学のPh.D.を取得し、エマニュエル学寮の研究員、1937年から1965年まで、ケンブリッジ大学の物理化学の教授を務めた。
1936年王立協会フェロー選出、同協会から1958年にデービーメダル1966年に、1966年にベーカリアン・メダルを受賞し、王立化学会から1957年にリバーシッジ賞を受賞した。